# Ranco (jezioro)
Ranco – jezioro w środkowym Chile, w Andach.
Na jeziorze Ranco występują liczne małe wyspy.